# شرطة فلسطين الانتدابية

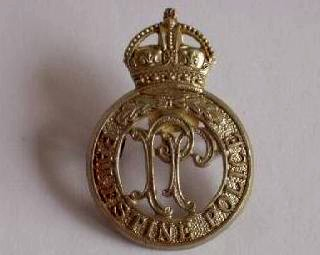
رمز شارة شرطة فلسطين الانتدابية

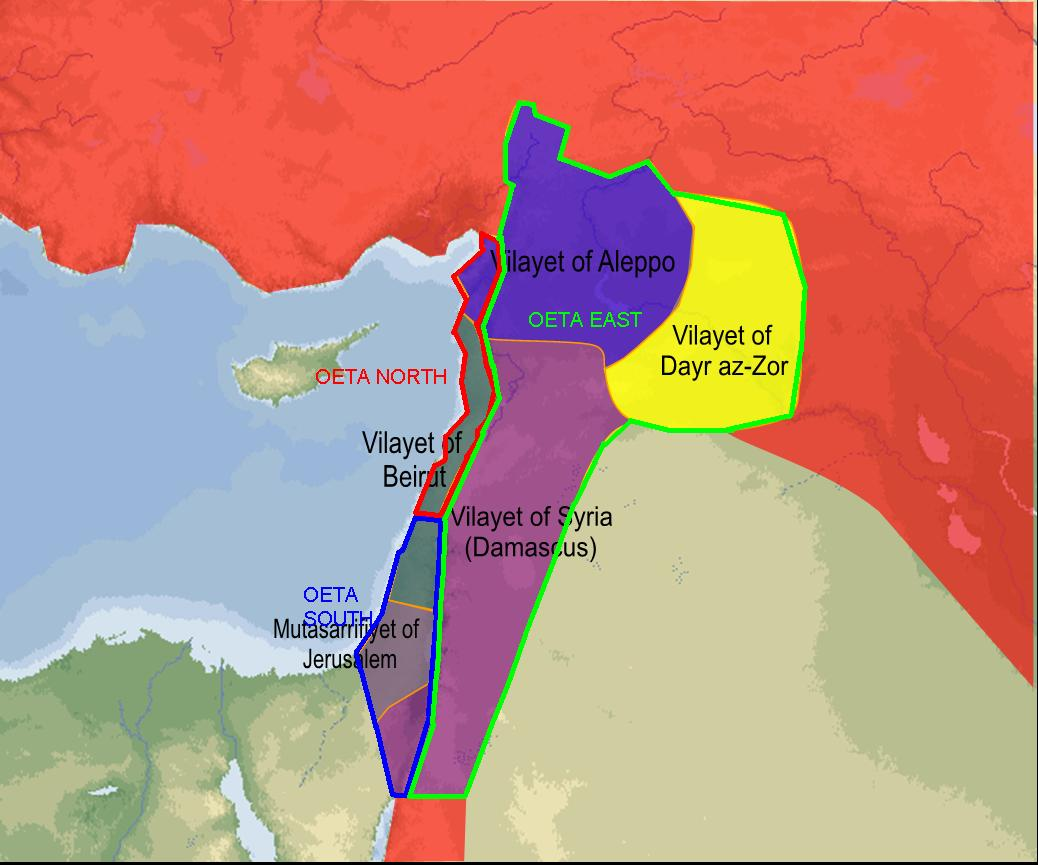
منطقة إدارة أراضي العدو المحتلة في سوريا وفلسطين

شرطة فلسطين الانتدابية أو قوة الشرطة الفلسطينية (بالإنجليزية: Palestine Police Force) قوة شرطية استعمارية بريطانية أنشئتها الإدارة المدنية للانتداب البريطاني على فلسطين في 1 يوليو 1920. وكانت تقع ضمن مسؤوليات المندوب السامي هربرت صموئيل حيث كانت بين عامي 1918 -1920 تتبع إدارة أراضي العدو المحتلة في جيش الجنرال أللنبي، وهي إدارة عسكرية بريطانية فرنسية مشتركة على الولايات العثمانية السابقة في بلاد الشام وبلاد الرافدين ما بين 1918 و 1920.

## وصلات خارجية
- Palestine Police Old Comrades Association نسخة محفوظة 26 نوفمبر 2010 على موقع واي باك مشين.
- Palestine Police Flag
- Medals of the State of Palestine
- Guide to collections relating to the British Mandate Palestine Police نسخة محفوظة 9 يونيو 2011 على موقع واي باك مشين., Middle East Centre Archive, St Antony’s College, Oxford.
- British Mandate Palestine Police Oral History Project[وصلة مكسورة] Middle East Centre Archive, St Antony's College, Oxford.